# Pec

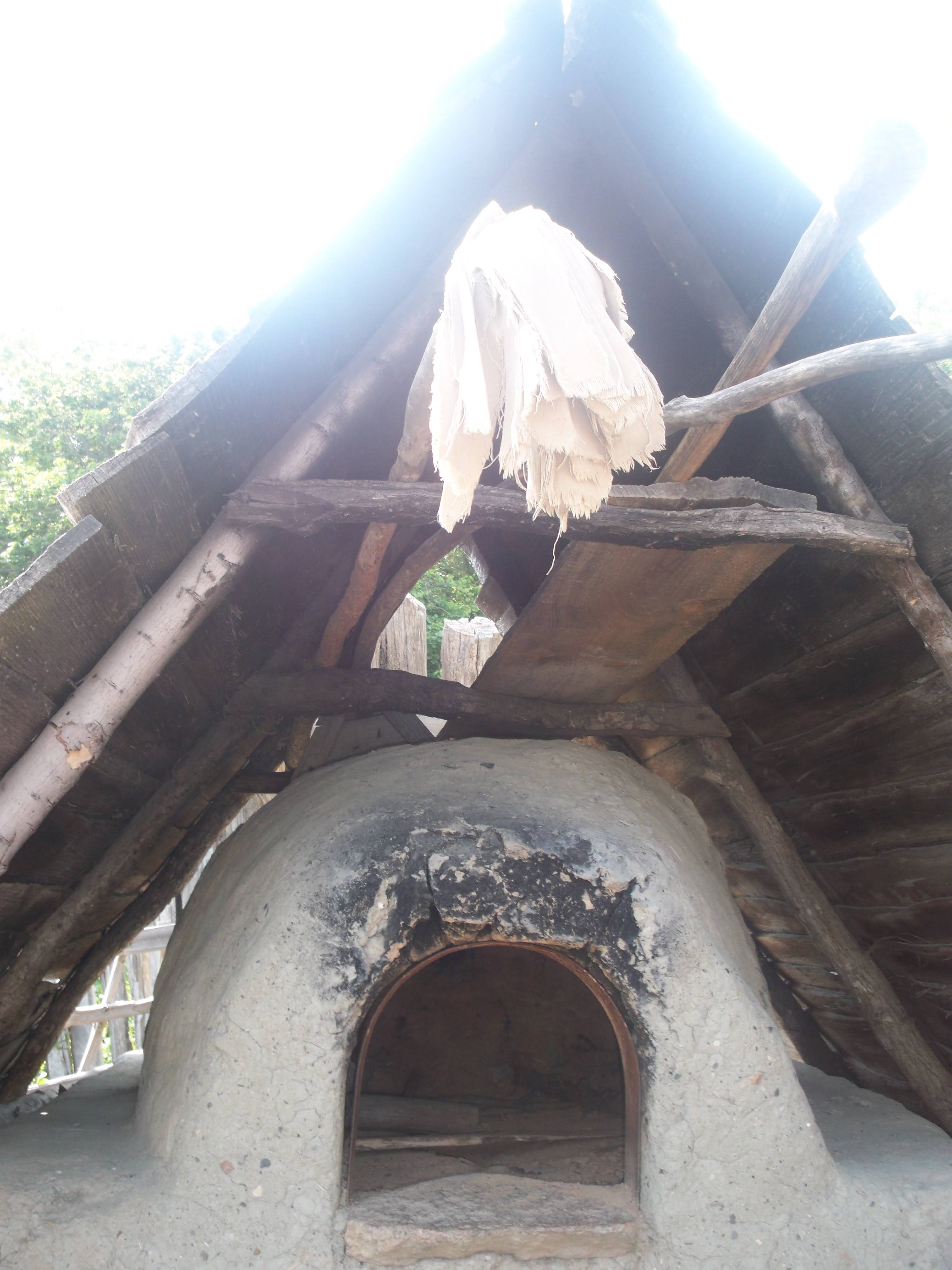
jednoduchá venkovní pec dochovaná v muzeu v Plymouthu v Massachusetts, USA

Pec je zařízení vzniklé v původní podobě už v pravěku a sloužící buďto k tepelné úpravě pokrmů, zejména na venkově též k vytápění obytných místností, a nebo k tepelné úpravě nejrůznějších materiálů (keramiky, skla, kovu atp).

## Historie

### Pravěk
Pec jakožto jedno z nejzákladnějších a nejjednodušších zařízení vzniká už hluboko v pravěku. Technicky vzato jde o ohniště, které je z části či zcela obestavěné, tak aby oheň zlepšením tahu dosahoval vyšší teploty. Speciální variantou tohoto řešení mohla být pec vykopaná v zemi či ve svahu. Už od pravěku také archeologové znají pece stojící samostatně, například sloužící většímu počtu rodin, i pece vestavěné přímo do obytného domu. Nejstarší pece nemají komín. Spaliny tudíž často odchází přímo manipulačním otvorem, který někdy současně slouží i k nasávání vzduchu. Manipulační otvor byl umístěn nejčastěji zepředu, ale existovaly i pece u nichž byl umístěn v horní části. Archeologické nálezy mimo to dokládají také pece se dvěma otvory. Přední v tom případě sloužil k přikládání paliva a nasávání vzduchu, horní k odtahu kouře a mimo zřejmě často i k umístění velkého hrnce, takže pec mohla sloužit i k vaření či k přípravě teplé vody.

### Středověk

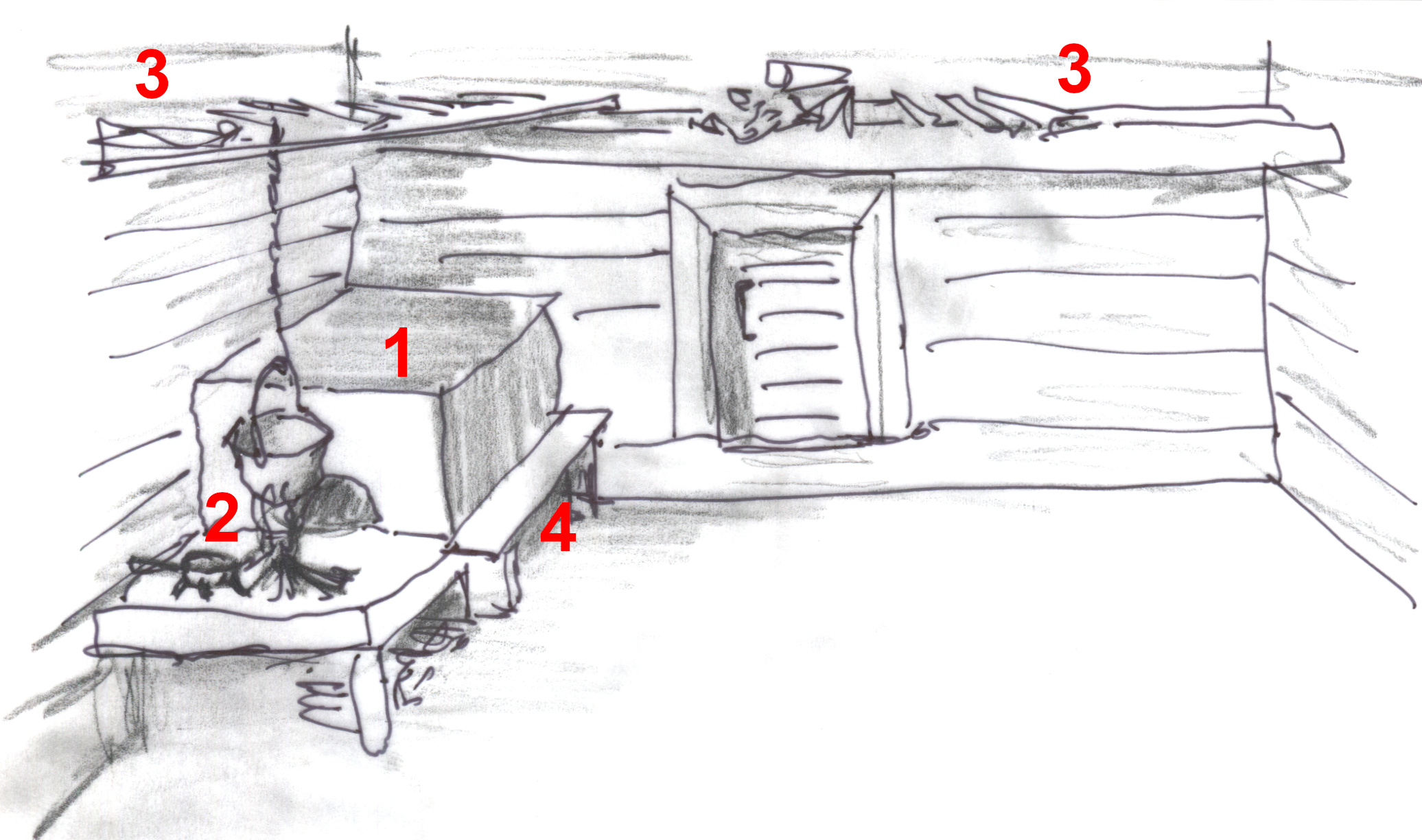
Ideální pohled do domu s dýmným provozem: 1) těleso pece, 2) otevřené ohniště, 3) trámky zvané "polenice", sloužící na dosoušení dřeva, 4) lavice na sezení u pece

Ve středověkém období byla ve střední Evropě zpočátku stále používána pec s odvodem kouře přímo do okolního prostoru. Takto fungující pec byla zpravidla umístěna přímo v obytné dýmné jizbě, neboť pec sloužila nejen k přípravě pokrmů, ale obytný prostor také vytápěla. Nejčastějším typem v peci připravovaného pokrmu byl chléb, a proto jsou tyto pece zpravidla charakterizovány jako chlebové, zatímco pečení masa na rožni nebo vaření pomocí trojnožek (keramický nebo kovový hrnec se třemi nožkami) bylo dále prováděno na otevřeném ohništi či v krbu. Nutné je říci, že v této době je ještě ojediněle doloženo i využití běžných chlebových pecí též k výpalu keramiky, běžné spíše jen v pravěku. Od 13. století na hradech a od 14. století ve městech se ovšem v obytných místnostech rozšiřoval polodýmný provoz, neboť kouř z otevřeného ohniště byl samozřejmě značně obtěžující. Nově byl proto oheň používán pouze ke svícení, často pomocí nástěnných krbečků. K vytápění pak byla využívána kachlová kamna, která se postupným vývojem ostatně z původní pece pravděpodobně vyvinula. Pec sice v té chvíli ve světnici zůstala, nově ale byla vytápěna ze sousedního prostoru, zpravidla ze síně a už nesloužila jako hlavní zdroj tepla. Roztápěna byla zřejmě už nárazově, při přípravě pokrmů. Současně se do síně stěhuje i kuchyňská funkce a jsou odtud, prostřednictvím otvoru ve stěně, palivem nakládána i kachlová kamna umístěná ve světnici.

### Venkovské oblasti

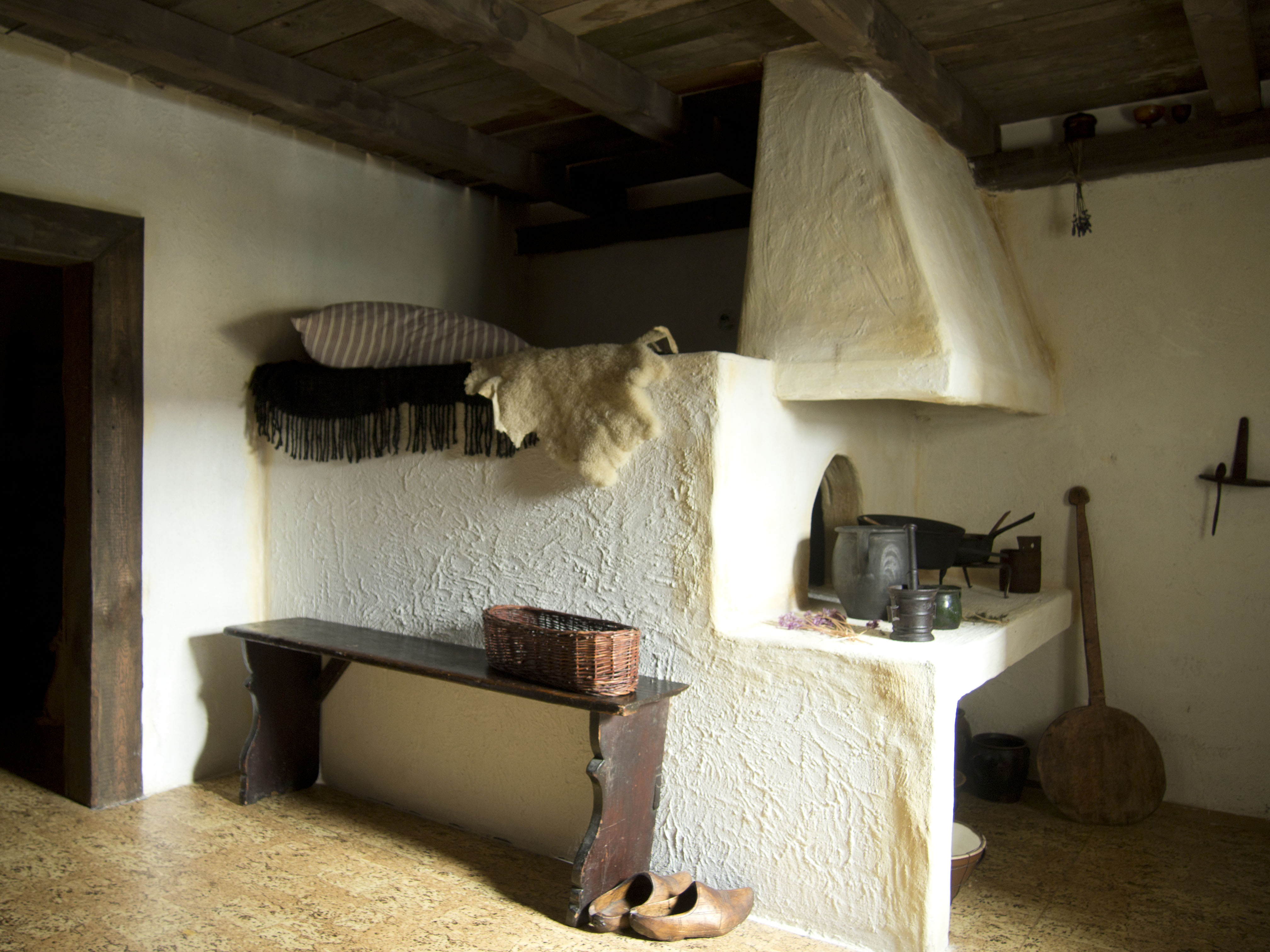
Pohled do jizby domku na Kopanicích: Vlevo pec, přímo vytápěná a sloužící i na spaní, vpravo otevřené ohniště na kuchyňské podestě a nad ním dymník k odvodu kouře

V mnoha chudších venkovských oblastech (Valaško, Slovensko atp) se až do 19. století udržela polodýmná varinta. Pec zůstala v jizbě, byla odtud nakládána palivem a využívána k pečení, oproti středověké podobě byla ale kuchyňská platforma navíc doplněna dymníkem sloužícím k odvodu kouře z kuchyňského ohniště i z pece, zpravidla dřevěným či proutěným a hlínou omazaným.

### Raný novověk

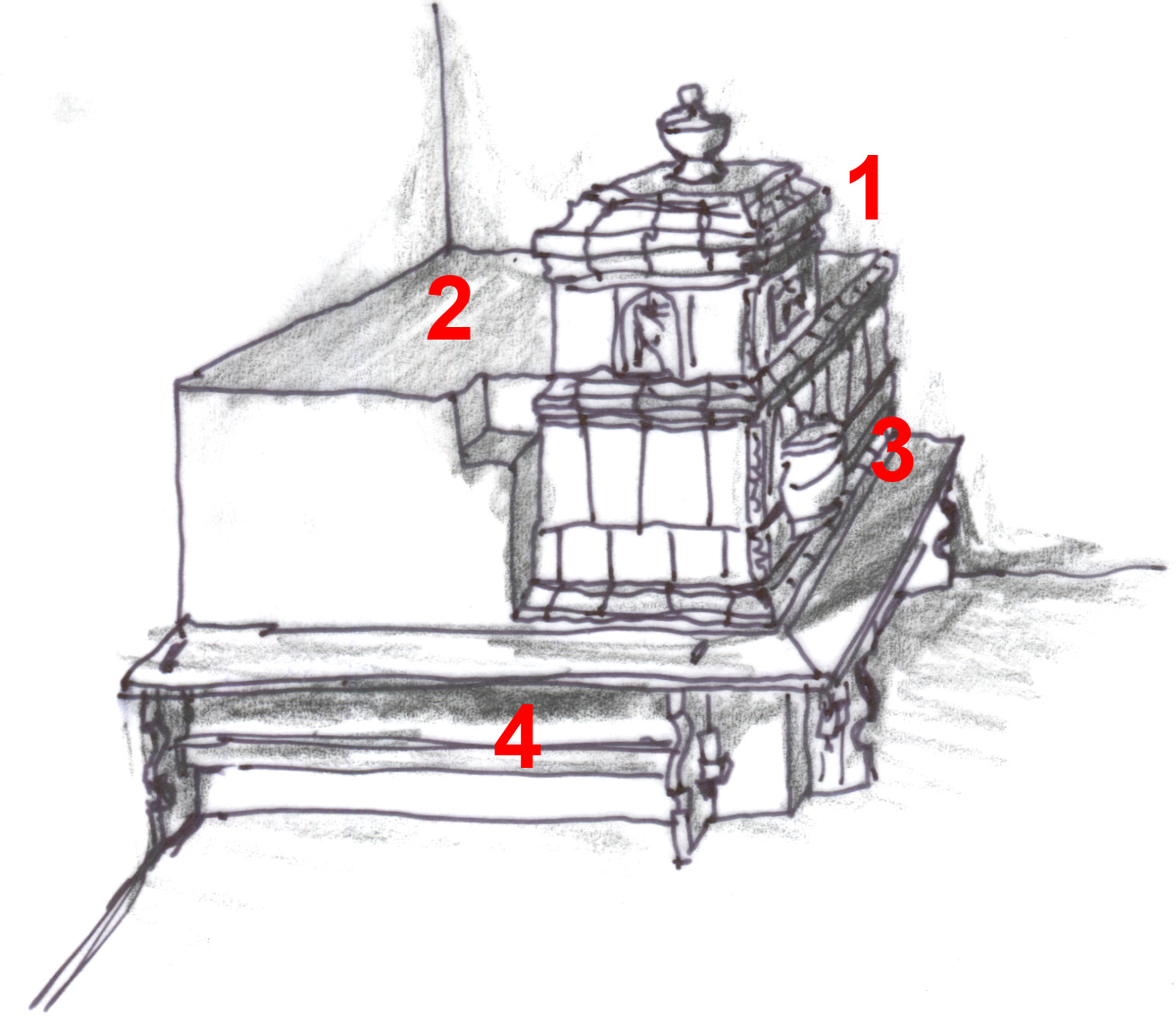
Ideální pohled na nepřímo vytápěné otopné zařízení venkovského domu v raném novověku: 1) nepřímo z černé kuchyně ovládaná kachlová kamna, 2) chlebová pec, 3) kamnovec - vestavěná nádoba k ohřívání vody, 4) lavice na sezení u kamen

Ještě později se všechny zmíněné otopné funkce ze síně "stěhují" do samostatné prostory, dýmné kuchyně, zvané zpravidla černá kuchyně. Touto změnou, realizovanou ve městech v pozdním středověku a na vesnici většinou v renesančním období vzniklá klasické řešení, používané ve městech a především na vesnici až do poloviny 19. století. Ve světnici se v koutě sousedícím s černou kuchyní nachází chlebová pec, roztápěná periodicky při pečení chleba (zpravidla jednou za dva či tři týdny) a obsluhovaná z černé kuchyně a před pecí se nachází vysoký blok kachlových kamen, taktéž obsluhovaných z černé kuchyně a vytápějících obytný prostor v době, kdy byla chlebová pec chladná. V černé kuchyni sloužila k vaření kuchyňská podesta, na níž byl udržován otevřený oheň. U větších kuchyní (na zámcích, farách atp) a nebo naopak v případě velmi stísněných kuchyní byla někdy chlebová pec pro úsporu místa vložena přímo do kuchyňské podesty. K její pohodlné obsluze pak sloužila v podlaze vytvořená tzv. "předpecní jáma", mimo období periodického pečení chleba zakryta poklopem.

### Po nástupu sporáků

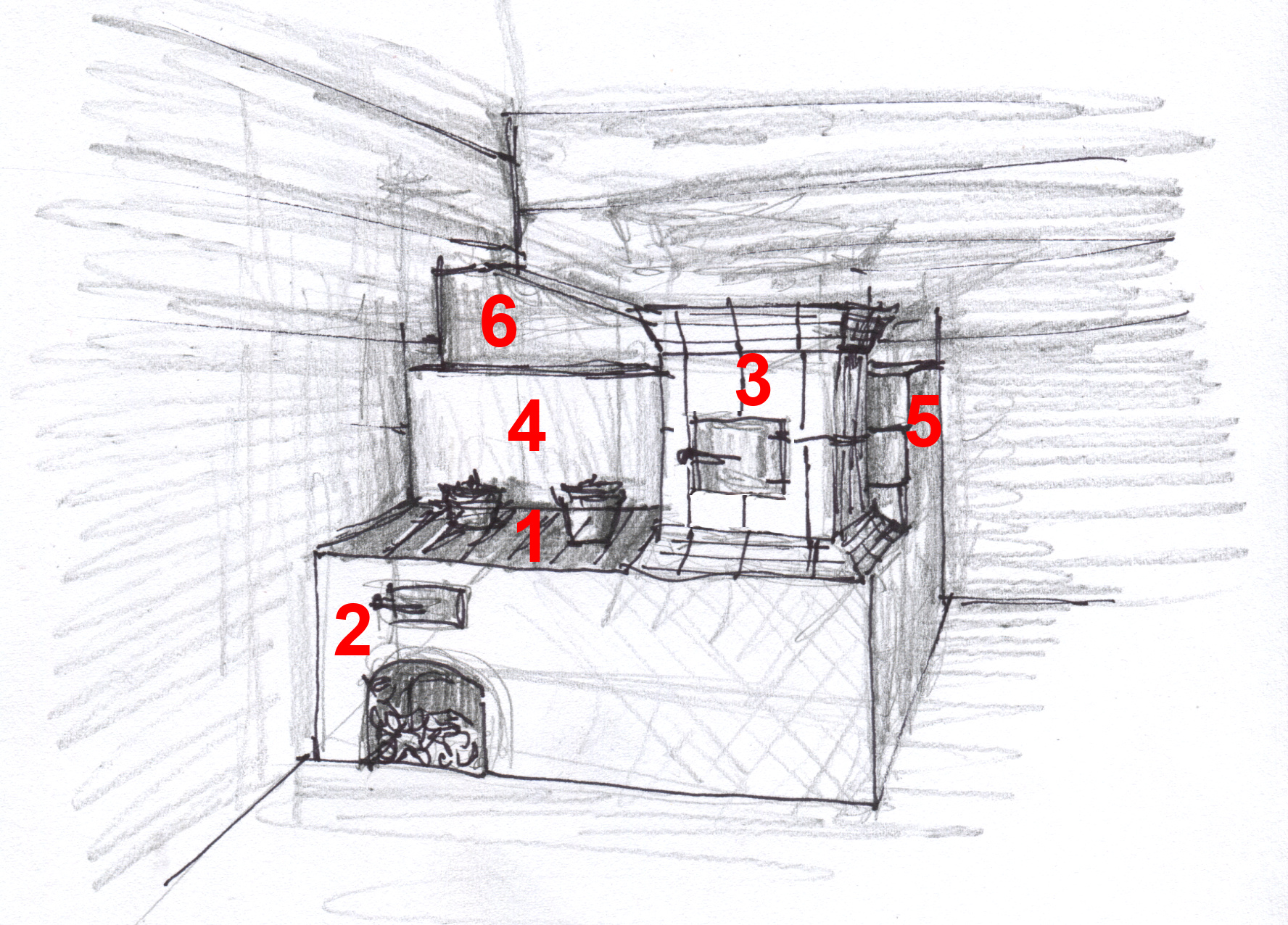
Ideální pohled na přímo vytápěné otopné zařízení venkovského domu: 1) sporák, jehož varná plocha je tvořená kovovými pláty, tzv. tály, 2) přikládací otvor, 3) vyvýšená otopná kachlová část s troubou, 4) pec ovládaná ze síně či bývalé černé kuchyně, 5) schůdky na pec, 6) kouřový kanál odvádějící spaliny ze sporáku a kachlových kamen

Od počátku 19. století zhruba do jeho poloviny byly dýmné "černé" kuchyně hromadně rušeny a nahrazovány sporáky na dřevo a později i na uhlí. V té chvíli se obvykle sporák stal součástí ve světnici umístěných kachlových kamen, nově doplněných i o troubu a nakládaných palivem už zpravidla přímo, ze světnice. Chlebová pec ovšem stále zůstávala obsluhována z bývalé černé kuchyně a nebo, u nově stavěných domů, opět ze síně. Konec chlebových pecí v obytných domech nastal s rozvojem pekařského řemesla, ve městech často už během 19. století. Na venkově byly ovšem chlebové pece v Česku běžně využívány až do poloviny 20. století, tedy do počátku kolektivizace.

### Pece nesloužící k vytápění či přípravě pokrmů v minulosti
Specializované pece využívané řemeslníky k pálení keramiky, tavení skla nebo ke slévání kovů jsou ve střední Evropě ojediněle známé také už od pravěku. Keramické i sklářské pece se zpočátku od chlebových pecí příliš nelišily. Postupně ale s nárůstem zpracovávaného materiálu jejich velikost narůstala a samozřejmě se lišily i umístěním, neboť se z obytných prostor "stěhovaly" do řemeslnických dílen. Postupně se začaly objevovat také vícekomorové pece. Obdobný trend známe i ze zpracování kovů. Ze středověku známe poměrně drobné, často dokonce jen přenosné keramické pícky, ovšem už od pozdního středověku začínají i metalurgické pece dosahovat větších rozměrů. Na sklonku renesančního a v barokním období začínají být používány k výrobě železa vysoké pece, vytápěné nejprve dřevěným uhlím připravovaným v milířích. Zřejmě nejstarší vysokou pecí v Čechách a možní i v celé střední Evropě byla vysoká pec vybudovaná ve Strašicích před rokem 1617 (a možná už roku 1602) francouzský podnikatel Jindřich Kašpar de Sart, který si potřebnou znalost technologie přinesl ze své vlasti. Mimo to byly v raném novověku provozovány temperační pece ve sklářství, kalcinační pece při výrobě potaše, dehtářské pece při výrobě dehtu a kolomazi, cihlářské pece, vápenické pece, pece na houžve. Další bouřlivý rozvoj průmyslových pecí nastal v 19. století, kdy byly například k pálení cihel a střešní krytiny používány kruhové pece. Speciální vícekomorové pece si mimoto vyžádala například i výroba kameniny a především porcelánu.

## Pec v kultuře
Pec jako vyvýšené teplé místo bylo často užíváno ke spaní, a to mnohdy dětmi. Majitel usedlosti (sedlák či chalupník) se svou manželkou totiž přirozeně spávali v posteli, která měla ve světnici venkovského domu své jasně určené místo. Děvečky a čeledíni zase zpravidla spávali ve chlévě či na seníku.   Pec proto figuruje v mnoha lidových příbězích, pohádkách atp. Typická je postava na peci spícího Hloupého Honzy, existují označení jako pecivál, zápecník, rčení ten nestrávil celý život za pecí atp. Pec se vyskytuje také v říkadle Pec nám spadla, v níž dědeček svým zásahem pec nakonec asi spíše rozboří než opraví. V novodobých filmových adaptacích či ilustracích pohádek a říkadel přitom Hloupý Honza často nedorozuměním  spí nikoli na peci ale spíše na kachlových kamnech.

## Typy pecí

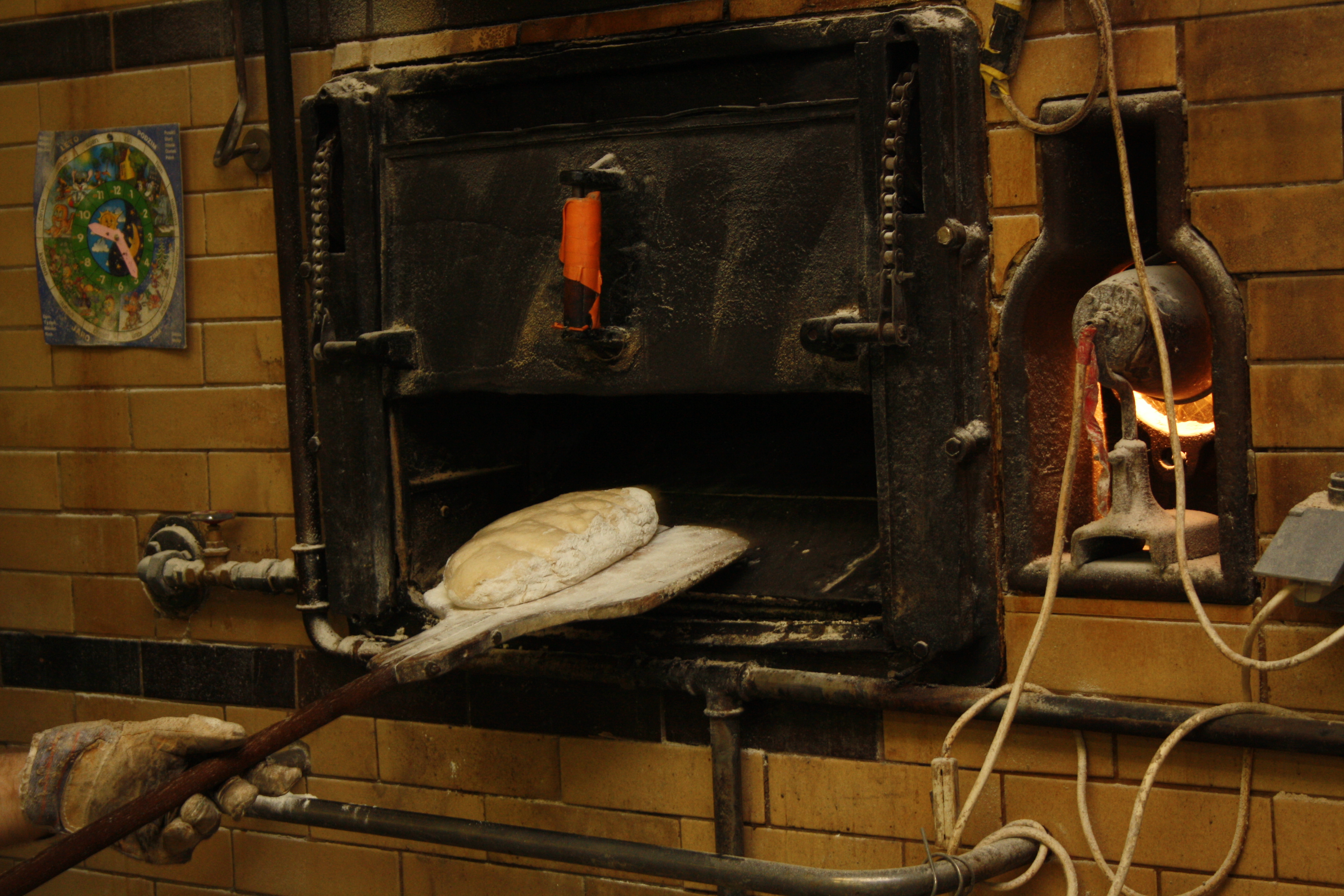
Nakládka chleba do pece

S současnosti existuje obrovské množství specializovaných typů pecí. Mohou sloužit pro tepelné zpracování surovin i výrobků (keramických, kovových, plastových, skleněných, textilních atd.), pro pečení potravin (např. pečiva), tepelnou přípravu jídel, případně vytápění chalupy. Průmyslové pece jsou zařízení či stavby, sloužící ke zpracovávání materiálů za vysokých teplot. Teplo pro provoz pece se získává obvykle spalováním, ale existují například i elektrické pece (odporové, indukční, obloukové).
domácí pece
- kuchyňská trouba
- domácí pec na chleba nebo pizzu

průmyslové pece
- cihlářská pec
- vápenná pec
- hlubinná pec
- kalicí pec
- kroková pec
- Kupolní pec pro tavení litiny ve slévárnách
- Muflová pec na spalování tekutých odpadů
- pec jako spalovací prostor skříňového kotle
- rotační pec – používaná při výrobě cementu, liaporu či lupku
- Siemensova-Martinova pec (též martinská pec)
- sklářská pec (nazývaná obvykle sklářská výheň)
- slévárenská pec
- vysoká pec
- zušlechťovací pec

elektrické pece
- odporová pec
- indukční pec viz Indukční ohřev
- oblouková pec

speciální pece
- kremační pec – pec v krematoriu
- sluneční pec – solární zařízení pro přeměnu sluneční energie na teplo
- plazmová pec